# شمس الدين لؤلؤ الأميني
شمس الدين لؤلؤ الأميني (توفي في 3 شباط 1251 م) كان أحد حكام حلب للحاكم الأيوبي الناصر يوسف، ثم أصبح مستشاره الرئيس والقائد العام لجيوشه. سيطر على حكومة الناصر منذ عام 1242 م حتى وفاته.

## الحياة المبكرة والوصاية
كان شمس الدين لؤلؤ من مواليد الموصل من أصل أرمني. كان معتوقًا لأمين الدين يمن، الذي كان بدوره مولَى لنور الدين أرسلان شاه بن مسعود، حاكم الموصل. وفي عام 1225 أو 1226 دعا ابن باطيش، وهو من أبناء الموصل، إلى حلب، حيث كان قد عاش هناك من قبل في عامي 1205 و1206 و1223. وبحسب ما جاء في معجم ابن العديم السيري لحلب، فقد عاش ابن باطيش مع شمس الدين، وكان يعتمد على نصيحته في إدارة شؤونه. وبحسب عز الدين بن شداد، أسس شمس الدين مدرسة بحلب.
بحلول عام 1236، أصبح شمس الدين يحمل رتبة أمير. وفي ذلك العام كان أحد الأميرين اللذين تم تعيينهما في مجلس الوصاية المكون من أربعة رجال للناصر البالغ من العمر سبع سنوات، والآخر هو عز الدين عمر بن مجلي. وكان الوزير ابن القفطي يجلس أيضًا في المجلس، بينما كانت السلطة الفعلية تمارسها جدة الطفل، ضيفة خاتون، التي كان يمثلها في المجلس جمال الدولة إقبال الخاتوني. انتهت الوصاية رسميًا بوفاتها عام 1242، ولكن بما أن الحاكم كان لا يزال طفلًا، فقد كان شمس الدين هو رئيس الحكومة بحكم الأمر الواقع في حلب. وبقي طيلة حياته القائد الأعلى للجيش الحلبي. ومع ذلك، في النهاية، أصبح موضع شك من جانب المماليك الأتراك (الجنود العبيد) من نخبة فرق العزيزية والناصرية.

## القائد العام والمستشار الرئيس
في أيار 1246، قاد شمس الدين، بالتحالف مع الأمير المنصور أمير حمص، جيش حلب ضد الخوارزميين [الإنجليزية]. وبسبب خبرته الأكبر مع الخوارزميين، تولى المنصور قيادة الجيش المشترك وفي 18 أيار سحق القوة الخوارزمية في الشام بشكل دائم في معركة بالقرب من بحيرة حمص. أُعطي رأس الزعيم الخوارزمي بركة خان إلى شمس الدين، الذي أمر بتعليقه على بوابة القلعة في حلب.
في عام 1248، أقنع شمس الدين الناصر يوسف بضم حمص، التي كان يحكمها آنذاك الأشرف موسى، لمنعها من تشكيل تحالف قوي مع الصالح نجم الدين أيوب ملك مصر. قاد بنفسه الجيش الذي حاصر حمص بنجاح من أيار إلى آب 1248. وسرعان ما تم كسر الحصار المصري الذي قاده فخر الدين بن الشيخ، بإصرار الخليفة العباسي المستعصم، وبسبب الحملة الصليبية السابعة الوشيكة. ونتيجةً لذلك، اعترفت مصر بالناصر حاكمًا على حمص.
انتقل شمس الدين مع الناصر إلى دمشق بعد فتحها عام 1250. وحث الناصر على إرسال سفارة إلى قراقورم لتقديم الخضوع الرسمي لمونكو الخان الكبير للمغول. وفي نهاية المطاف، أُرسل زين الدين الحافظ في عام 1250 وعاد بالاعتراف الرسمي بمكانة الناصر من الخان الأعظم.
بعد ثورة المماليك في مصر، حث شمس الدين الناصر على إعادة فتح مصر لصالح الأسرة. يذكر ابن واصل أن مماليكه بدأوا يفضلون أبناء جلدتهم الأتراك في مصر. أثناء غزو مصر، أُسر في معركة الكورة في 3 شباط 1251 م. وعلى الرغم من توسلات حسام الدين بن أبي علي، الذي اعتقد أن الأسير رهينة ثمينة، أمر الحاكم المملوكي قطب الدين أيبك بإعدام شمس الدين. ويُلقي ابن واصل باللوم في هزيمته وأسره على "سوء إدارته"، ولكنه يعترف بأنه لو "لم يُقتل... لكان قد دخل القاهرة" على رأس القادة الآخرين مثل المعظّم تورانشاه بن صلاح الدين [الإنجليزية]، الذين جُلبوا بالفعل إلى القاهرة كأسرى.
لقد كان موت "روحه المرشدة" و"مستشاره الرئيس" بمثابة ضربة قوية للناصر، الذي لم يشهد عهده بعد ذلك سلسلة الانتصارات التي ميزته في عهد شمس الدين.

## ملحوظات
1. ↑  العربية: شمس الدين لؤلؤ.
2. 1 2  Morray 1994، صفحة 64.
3. ↑  Eddé 1997، صفحة 235.
4. ↑  Humphreys 1977، صفحة 229.
5. ↑  Humphreys 1977، صفحات 286–287 and 459 n67.
6. 1 2  Humphreys 1977، صفحة 313.
7. ↑  Humphreys 1977، صفحة 317.
8. ↑  Humphreys 1977، صفحات 286–287.
9. ↑  Humphreys 1977، صفحات 294–296.
10. ↑  Humphreys 1977، صفحات 334–335.
11. ↑  Humphreys 1977، صفحة 314.
12. ↑  Jackson 2007، صفحة 220.
13. 1 2  Humphreys 1977، صفحات 317–319.
14. ↑  Jackson 2007، صفحات 221–222.
15. ↑  Humphreys 1977، صفحات 320–321.

## فهرس
- Eddé، Anne-Marie (1997). "Kurdes et Tures dans l'armee ayyoubide de Syrie du Nord". في Ya'acov Lev (المحرر). War and Society in the Eastern Mediterranean, 7th–15th Centuries. E. J. Brill. ص. 225–236.
- Humphreys، R. Stephen (1977). From Saladin to the Mongols: The Ayyubids of Damascus, 1193–1260. State University of New York Press.
- Jackson، Peter، المحرر (2007). The Seventh Crusade, 1244–1254: Sources and Documents. Ashgate.
- Morray، David W. (1994). An Ayyubid Notable and his World: Ibn al-ʿAdīm and Aleppo as Portrayed in his Biographical Dictionary of People Associated with the City. E. J. Brill.